# Kusarifundō
Il kusarifundō (鎖分銅?) o manriki gusari (万力鎖?) è un'arma tradizionale giapponese composta da una catena corta appesantita alle estremità da dei corpi contundenti di forma sferica o parallelepipoidale.

## Storia
Il kusari-fundo sarebbe stato "inventato" da una guardia del Castello di Edo, tale Masaki Toshimitsu, per disarmare, immobilizzare o uccidere gli intrusi nel castello senza spargere sangue, preservando così la sacralità del luogo.
Come per il kusari-gama e il kyoketsu-shoge, gli attacchi usano le punte appesantite in movimento così da avere il massimo momento per l'impatto. Le traiettorie d'impatto includono:
- "Tenchi furi": colpi dall'alto o dal basso
- "Yoko furi": colpi in dentro o in fuori orizzontalmente
- "Happo furi": colpi in dentro o in fuori diagonalmente
- "Naka furi": colpi dritti davanti

## Costruzione
Quest'arma è molto simile al kusarigama in quanto ad utilizzo, infatti è un'arma a corto raggio, circa 46–76 cm di lunghezza totale. È generalmente composto da una catena di acciaio inciso non riflettente o corda spessa per ragioni di allenamento, con due pesi identici o asimmetrici, di solito non appuntiti, alle due estremità. L'arma può essere usata per colpire, accalappiare o intrappolare un avversario o la sua arma.